# Halictonomia
Halictonomia is een geslacht van vliesvleugelige insecten van de familie Halictidae.

## Soorten
- H. ambrensis (Benoist, 1962)
- H. ankaratrensis Pauly, 2001
- H. bipartita (Benoist, 1964)
- H. clidemiae Pauly, 2001
- H. decemmaculata (Friese, 1900)
- H. nudula (Benoist, 1964)
- H. ranomafanae Pauly, 2001
- H. sakarahensis (Benoist, 1962)
- H. steineri Pauly, 2001
- H. wasbaueri Pauly, 2001